# Parafia Ewangelicko-Augsburska w Turku
Parafia Ewangelicko-Augsburska w Turku – parafia ewangelicko-augsburska w Turku, należąca do diecezji pomorsko-wielkopolskiej. Mieści się przy ulicy 3 Maja. W 2017 liczyła około 100 wiernych.

## Historia
W związku z osadnictwem ewangelickim z Saksonii, Śląska oraz Prus Wschodnich Turek w latach 20. XIX wieku został włączony do parafii we Władysławowie. Jednak w wyniku rozwoju miejscowego zboru w 1837 została utworzona samodzielna parafia.
W 1840 został stworzony projekt nowego kościoła parafialnego, którego autorem był Henryk Marconi. Do prac budowlanych przystąpiono prawie dziesięć lat później, za sprawą proboszcza ks. Wilhelma Augusta Posselta. Prace zostały zakończone częściowo w 1851, co pozwoliło na prowadzenie nabożeństw w świątyni.
Podczas epidemii cholery w mieście zmarło 215 członków zboru, łącznie z jej dotychczasowym duszpasterzem. W 1852 nowym proboszczem został ks. Karl Ludwig Teichmann, który kontynuował prace budowlane w kościele. Podczas jego kadencji, trwającej 38 lat, świątynia została ukończona, powstały także budynki domu parafialnego, plebanii oraz szkoły wyznaniowej.
W 1880 doszło do zniszczenia kościoła w wyniku pożaru, został on jednak odbudowany. Wieża została dostawiona w końcu XIX wieku, kiedy funkcję proboszcza pełnił ks. Karl Schroeter. Od 1913 stanowisko objął ks. Leon Johann Sachs, który został jednym z założycieli miejscowego gimnazjum.
W 1923 do parafii w Turku należało 3300 wiernych. Parafia posiadała kościół, cztery sale modlitwy oraz dziesięć cmentarzy. Dzięki proboszczowi w 1928 powstał również budynek domu starców, który od 1917 mieścił się w wynajmowanych pomieszczeniach.
Podczas okupacji niemieckiej w trakcie II wojny światowej proboszcz Sachs w wyniku braku zgody na żądanie podpisania przez niego Volkslisty został usunięty wraz z rodziną z parafii. Dokumenty parafialne zostały wywiezione przez okupantów.
Po 1945 liczba członków zboru znacznie zmniejszyła się na skutek wyjazdów. Przedwojenny duszpasterz powrócił do Turku, jednak z powodów zdrowotnych jego obowiązki wypełniały córka i żona. Ksiądz Leon Johann Sachs zmarł w 1947. W okresie 1951–1977 stanowisko proboszcza parafii pełnił jego syn, ks. Jerzy Sachs. Następnie administrację przejął ks. Andrzej Mendrok z parafii w Koninie, którą sprawował w latach 1984–2011.

## Współczesność
Od 2012 funkcję proboszcza-administratora parafii pełni ks. Waldemar Wunsz z parafii w Koninie. Nabożeństwa w kościele ewangelickim w Turku odbywają się w każdą pierwszą i trzecią niedzielę miesiąca oraz w święta.